# Bluenose Squash Classic
Die Bluenose Squash Classic sind ein jährlich stattfindendes Squashturnier für Herren. Es findet in Halifax, Kanada, statt und ist Teil der PSA World Tour. Das Turnier wurde 2006 ins Leben gerufen und gehört aktuell zur Kategorie PSA 35. Das Gesamtpreisgeld beträgt 35.000 US-Dollar.
Thierry Lincou ist der einzige Spieler, das Turnier bereits mehrfach gewann (2010, 2012).

## Sieger
| Jahr | Sieger                 | Finalgegner            | Ergebnis                       |
| ---- | ---------------------- | ---------------------- | ------------------------------ |
| 2015 | Ryan Cuskelly          | Karim Abdel Gawad      | 16:14, 11:8, 11:4              |
| 2014 | Peter Barker           | Miguel Ángel Rodríguez | 11:6, 11:7, 11:8               |
| 2013 | Miguel Ángel Rodríguez | Daryl Selby            | 4:11, 11:2, 11:2, 11:6         |
| 2012 | Thierry Lincou         | Daryl Selby            | 9:11, 11:8, 9:11, 11:5, 11:4   |
| 2011 | Mohd Azlan Iskandar    | Hisham Mohd Ashour     | 11:8, 8:11, 11:9, 11:7         |
| 2010 | Thierry Lincou         | Daryl Selby            | 11:2, 10:12, 11:8, 12:10       |
| 2009 | David Palmer           | Peter Barker           | 11:5, 11:5, 11:7               |
| 2008 | Laurens Jan Anjema     | Borja Golán            | 8:11, 12:10, 11:5, 4:11, 13:11 |
| 2007 | Shahier Razik          | Borja Golán            | 5:11, 11:9, 8:11, 11:5, 11:6   |
| 2006 | Shawn Delierre         | Bernardo Samper        | 12:10, 13:11, 3:11, 15:13      |